# Maciej Matthew Szymanski
Maciej Matthew Szymański ps. Kruczkowski (ur. 24 lutego 1926 w Warszawie, zm. 5 maja 2015 w Vancouver) – polski działacz podziemia niepodległościowego w czasie II wojny światowej, kapitan Wojska Polskiego, członek Związku Jaszczurczego, żołnierz Polski Podziemnej (do 1947 r.) w Narodowych Siłach Zbrojnych, uczestnik powstania warszawskiego, architekt, pisarz, rysownik, emigrant.

## Życiorys
Urodził się jako drugi syn doktora Karola Szymańskiego i Anny z Trajdosów. Bratem jego matki był działacz polityczny i redaktor, Mieczysław Trajdos. Jego ojciec prowadził szpital psychiatryczny w Warcie. Szkolił się początkowo u oo. Marianów na Bielanach w Warszawie, a po wybuchu II wojny światowej był na kompletach w liceum im. Joachima Lelewela, gdzie zdał maturę. Jak się potem okazało, jego ojciec padł ofiarą zbrodni katyńskiej. Wstąpił do Szkoły Podchorążych Piechoty NSZ w 1941 i jednocześnie do Związku Jaszczurczego (ZJ). W 1944 wszedł do Armii Krajowej do I Obwodu „Radwan”, w Zgrupowaniu „Chrobry II”, (I batalion Lecha Żelaznego), kompanii „Warszawianki”, pluton IV. Walczył w stopniu sierżanta pod dowództwem kapitana Piotra Zacharewicza, ps Zawadzki. Jego placówka znajdowała się w tzw. Domu Kolejowym, na rogu ulic Żelaznej i Chmielnej, nad torami kolejowymi. Nie została zdobyta do końca powstania. Po powstaniu wyszedł ze stolicy z ludnością cywilną i udał się do Częstochowy.
W Krakowie dostał się na wydział architektury. Ponieważ trwała nagonka na byłych członków podziemia, zdecydował się na powrót do Warszawy, gdzie zostały resztki rodziny. Tam w 1949 ukończył studia. Spotkania z Urzędem Bezpieczeństwa oraz areszty i zamordowanie wielu jego kolegów, skłoniło go do ucieczki z Polski. Wraz z małżonką, Hanną z Kamlerów, i z paroma kolegami wypłynęli kutrem rybackim do Szwecji. Tam mieszkali dwa lata, po czym przybyli do Kanady w 1951 r. W Montrealu przez wiele lat praktykował jako architekt w firmie Dawson and Szymanski – Architects o międzynarodowej renomie. Jest autorem m.in. siedziby Royal Bank of Canada w Quebecu, Ambasady Polski w Ottawie, konsulatu polskiego w Montrealu, ośrodków społecznych i kościołów w Kanadzie, gmachów lotniskowych w Abu Zabi na bliskim wschodzie, oraz projektów na dalekim wschodzie i na Karaibach.
Od 1996 r., kiedy przeszedł na emeryturę, po krótkim wahaniu się z powrotem do kraju – w odróżnieniu do swego młodszego brata ciotecznego Wiktora Natansona, także powstańca i osiadłego na stałe w Kanadzie – zamieszkał z rodziną w Vancouverze. Miał dwie córki, Dorotę i Annę. Ostatnie lata życia poświęcił sprawom kombatanckim oraz pisaniu, głównie po polsku, swoich wspomnień, a także spostrzeżeń na temat rozwoju Polski i jej powojennego społeczeństwa. Zmarł na białaczka 5 maja 2015. Jego dzieła są dostępne w Internecie.

## Odznaczenia i wyróżnienie
- Krzyż Narodowego Czynu Zbrojnego (1944)
- Krzyż Armii Krajowej (1990)
- Warszawski Krzyż Powstańczy (1989)
- Rozkazem Ministra Obrony Narodowej z 23 lipca 2000 r. został kapitanem Wojska Polskiego
- Member of the Royal Architectural Institute of Canada
- Membre de l'Ordre des Architectes du Québec

## Dzieła
- „Ja-Jo Pamięta (dziadzio pamięta - dla anglojęzycznego potomstwa)”[6]
- „4 Pluton – Stan Osobowy (Losy uczestników Kompanii „Warszawianki”)”
- „Moje Abecadło”
- „Rodziny rozdzielone przez historię”
- „Powstańcze Blizny”
- „Widziane znad Pacyfiku”
- „Krucjata przeciw Golgocie”
- „Luźne Uwagi Agnostyka Frasobliwego”
- „Akademia ku Czci”
- „O Ojcach Paulinach”
- „Mieczysław Trajdos i jego Siostra Aleksandra”
- „List do Związku NSZ”[7]
- „Wywiad z Maciejem Szymańskim”, Montreal 1996[8]